# Viziru (gmina)
Viziru – gmina w Rumunii, w okręgu Braiła. Obejmuje miejscowości Lanurile i Viziru. W 2011 roku liczyła 5906 mieszkańców. 